# Hybogaster tenasserimensis
Hybogaster tenasserimensis är en stekelart som först beskrevs av Cameron 1907.  Hybogaster tenasserimensis ingår i släktet Hybogaster och familjen bracksteklar. Inga underarter finns listade i Catalogue of Life.